# Slava Marlow
Slava Marlow, občanským jménem Arťom Arťomovič Gótlib (rusky Артём Артёмович Го́тлиб, * 27. října 1999, Novosibirsk) je ruský hudební producent, autor písní a vlogger. Po zahájení spolupráce s raperem Morgenšternom v roce 2019 na pozici zvukový producent začala jeho popularita strmě stoupat.

## Životopis

### Raná léta a vzdělání
Slavovi rodiče se rozvedli, když byl ještě dítě. Otec Arťom Markovič Gotlib je zástupce ředitele moskevského Muzea historie GULAGu a je též členem Svazu novinářů Ruska a Ruské geografické společnosti. Maminka pracuje v oboru psychoterapie.
Dne 27. října 2012 absolvoval hudební školu v oboru hry na klavír a zhruba rok studoval hru na saxofon.
Po dokončení školy č. 99 v Novosibirsku se v roce 2018 přestěhoval do Petrohradu a zde začal studovat vysokou školu Санкт-Петербу́ргский госуда́рственный институ́т кино́ и телеви́дения (Petrohradský státní institut kina a televize), fakultu filmových umění s titulem Producent filmu a televize. V roce 2019 si vzal akademickou dovolenou a přestěhoval se do Moskvy. Dne 10. března 2021 byl rozhodnutím správy vysoké škole vyloučen.

### 2015–2019 začátek hudební kariéry
V roce 2015 se začal věnovat psaní, skládání a úpravám písní.
Dne 8. srpna 2016 se zaregistroval na internetovém serveru YouTube. Jeho prvotinou se stal videoklip Donat (Донат) a Korol snepčata (Король снэпчата).
V dubnu 2019 společně s Nikitem Mastěrovem a Stephanem Pie založil satirickou skupinu Malčugeng (МАЛЬЧУГЕНГ). Tento kolektiv vydal dvě alba Moj geng (Мой генг), které dle slov tvůrců bylo natočeno za 12 hodin a Tuda-sjuda (Туда-сюда), které bylo natočeno za jeden den.
Dne 27. července 2019 vyšlo první album Opening, které vydal pod přezdívkou Manny. Album nemělo autorský styl a prošlo bez povšimnutí.

### 2019–současnost
V říjnu 2019 začal spolupracovat s rapovým umělcem a hudebníkem Morgenštěrnem a to mu přineslo velkou popularitu. Dne 12. února 2020 vydal skladbu Tik Tok čellendž (Tik Tok челлендж), která se stala v aplikaci Tik Tok velmi populární.
Dne 22. října zveřejnil video s názvem Arťom, kde odhalil svoje pravé jméno Arťom Arťomovič Gótlib, jelikož byl vydírán osobami, které požadovaly velké částky za zatajování jeho identity. Zde uvedl, že po rozvodu rodičů se mu znelíbil jeho otec, a proto se mu přestalo líbit i jeho jméno, a vystupoval pod pseudonymem Slava Marlow..

### Osobní život
Dne 28. září 2021 v rozhovoru pro novináře Jurija Dudja uvedl, že má vztah s Karinou Karambejbi. Pár spolu chodí od února 2021.

## Spolupráce s Morgenšternem
Dne 11. září 2019 vydal videoklip s názvem Моргенштерн, давай сделаем фит (Morgenštěrn, pojďme udělat fígl), ve kterém vyzval rapového umělce Morgenšterna ke společné skladbě. Dne 19. října 2021 zveřejnil video, ve kterém řekl, že mu byla nabídnuta spolupráce.
Dne 20. prosince 2019 vyšla první skladba ve spolupráci s Morgenšternem a stala se jí skladba Yung Hefner a Slava Marlow byl její hudební producent. Vysílání probíhalo na Morgenšternově YouTube kanálu od 6. do 12. ledna 2020. Album dostalo název Легендарная пыль (Legendární prach).
Dne 31. ledna 2020 byli Slava Marlow a Morgenštern hostem pořadu Večernij Urgant, ve kterém složili s moderátorem Ivanem Urgantem rapovou píseň s názvem Я не воняю (Já nesmrdím).
Dne 4. července 2020 pozval Slava Marlow rapera Timatiho k produkci skladby, kterou bude Morgenštern propagovat. Timati souhlasil s podmínkou, že klip pro novou skladbu bude natočen podle jeho požadavků.

## Diskografie
Do roku 2021 Slava Marlow nahrál dvě studiová alba, dvě minialba, 20 samostatných písní (včetně 5 jako hostující interpret) a také 44 písní produkovaných pro jiné umělce.

### Studiová alba
| Název                          | Překlad | Detail                                                  | Odkaz |
| ------------------------------ | ------- | ------------------------------------------------------- | ----- |
| Опенинг (pod přezdívkou Manny) |         | - Vydání: 27. července - Vydavatelství: MediaCube Music | odkaz |
| 20                             |         | - Vydání: 27. července - Vydavatelství: MediaCube Music | odkaz |
| Тузик                          | Bobík   |                                                         | odkaz |

### Mini alba
| Název         | Překlad | Detail                                    | Odkaz |
| ------------- | ------- | ----------------------------------------- | ----- |
| Галерея       | Galerie | - Vydání: 29. září 2018 - Vydavatelství:  | Odkaz |
| Arťom (Артём) | Arťom   | - Vydání: 23. října 2020 - Vydavatelství: | odkaz |

### Samostatné písně
| Rok  | Název                                                                       | Překlad            | odkaz Spotify |
| ---- | --------------------------------------------------------------------------- | ------------------ | ------------- |
| 2019 | Dikij zapad (Дикий запад)                                                   | Divoký zapad       | odkaz         |
| 2019 | Buď prošče (Будь проще)                                                     | Buď milý           | odkaz         |
| 2020 | No Problem                                                                  | Žádný problém      | odkaz         |
| 2020 | Tik Tok Челлендж                                                            | Tik Tok Výzva      | odkaz         |
| 2020 | Sumasšedšij (Сумасшедший)                                                   | Bláznivý           | odkaz         |
| 2020 | Ty dura, prosti (Ты дура, прости)                                           | Jsi hloupý, promiň | odkaz         |
| 2020 | Snova ja napivajus (Снова я напиваюсь)                                      | Znovu se napiji    | odkaz         |
| 2020 | Nět problem (Нет проблем)                                                   | Žádný problém      | odkaz         |
| 2021 | Ty goriš kak ogoň (Ты горишь как огонь)                                     | Ty hoříš jako oheň | odkaz         |
| 2021 | Komu eto nado (Кому это надо?)                                              | Kdo to potřebuje   | odkaz         |
| 2021 | Camry 3.5                                                                   |                    | odkaz         |
| 2021 | Ona těbja Ljubiť (Она тебя любит) (společně The Limba a Eldžejem (Элджеем)) | Ona tebe miluje    | odkaz         |
| 2021 | Čelověk (Человек)                                                           | Člověk             | odkaz         |
| 2021 | Ja ně znaju (Я не знаю) (společně s Моргенштерном)                          | Já neznám          | odkaz         |
| 2021 | Brillianty VVS (Бриллианты VVS) (společně s HammAli & Navai)                | Brilianty VVS      | odkaz         |
| 2021 | Chotěl těbe skazať (Хотел тебе сказать...)                                  | Chtěl jsem ti říct | odkaz         |
| 2021 | Dikij ja (Дикий я) (společně Dikimi Skričerami)                             | Jsem divoký        | odkaz         |
| 2021 | Biznes vumen (Бизнес вумен) (společně s Aarne)                              | Podnikatelka       | odkaz         |
| 2021 | Kto skazal? (Кто сказал?) (společně se Soda Luv a Rakhim)                   | Kdo říkal          | odkaz         |
| 2021 | Million dorog (Миллион дорог)                                               | Milion silnic      | odkaz         |
| 2022 | Saint Laurent                                                               |                    | odkaz         |
| 2022 | Расстреляй меня                                                             | Zastřel mě         | odkaz         |
| 2022 | Кде найти силы                                                              | Kde najít sílu     | odkaz         |

## Ceny a nominace
| Rok  | Cena                  | Práce         | Kategorie      | Výsledek  | poznámka                    |
| ---- | --------------------- | ------------- | -------------- | --------- | --------------------------- |
| 2020 | VKontakte (ВКонтакте) | Slava Marlow  | Průlom roku    | vítězství | [ 22 ] [ 23 ] [ 24 ] [ 25 ] |
| 2021 | Muz-TV (Муз-ТВ)       | Slava Marlow  | Průlom roku    | nominace  | [ 26 ]                      |
| 2021 | Muz-TV (Муз-ТВ)       | Arťom (Артём) | Nejlepší album | nominace  | [ 26 ]                      |